# El fin del "Homo sovieticus"
El fin del "Homo sovieticus" ( en ruso: Время секонд хэнд, romanizado: Vremya sekond khend, en inglés Secondhand Time: The Last of the Soviets)    es un libro de 2013 de la premio Nobel bielorrusa Svetlana Alexiévich, que en España fue publicado por la Editorial Acantilado en 2015 con traducción de Jorge Ferrer.
Es una historia oral de la Unión Soviética y su fin, que comparte los sentimientos y puntos de vista de su gente a medida que el país hacía la transición al capitalismo. El libro contiene algunos comentarios de la propia autora.
La primera parte se titula El consuelo del apocalipsis, la segunda y última El encanto del vacío.

## Temas
El fin del "Homo sovieticus"reflexiona sobre las esperanzas del pueblo ruso a principios de los años 90 y las promesas incumplidas de sus políticos.  También documenta la vida cultural y política de sus ciudadanos en la Rusia soviética cuando el dinero y los restaurantes comerciales reemplazaron la influencia de los libros y los espacios de cocina domésticos.

## Recepción
Tras su lanzamiento, El fin del "Homo sovieticus" fue en general bien recibido. Según Book Marks, el libro recibió críticas "positivas" basadas en trece reseñas de críticos, de las cuales siete fueron "elogiosas", cuatro "positivas", una "mixta" y una "negativa". 
En la edición de septiembre/octubre de 2016 de Bookmarks, una revista que agrega reseñas de críticos de libros, recibió un 4 de 5    basado en dichas reseñas.
The Guardian lo nombró el tercer mejor libro del siglo XXI. El New York Times lo situó en el puesto 72 de su lista de los 100 mejores libros del siglo XXI. Dwight Garner lo describió como una "enorme ratio" de historias, pero comentó que a veces son "vagas y repetitivas". Comparando al autor con Studs Terkel, Garner elogió las observaciones de Alexiévich y la calidad de la traducción al inglés.  En The Australian, Mireille Juchau escribió que la obra tenía "detalles magnéticos" y comentó que el subtítulo "Una historia oral" no abarcaba la escala de sus contenidos, citando la descripción de Ales Adamovich de Alexiévich como un autor de literatura de estilo " coro épico ". 